# 四駿四狗
四駿四狗（ししゅんしく）とは、モンゴル帝国の建築者チンギス・カンに仕え、モンゴルの歴史を記した年代記『元朝秘史』において、「4頭の駿馬・4匹の狗」（dörben külü'üd, dörben noγas）と讃えられた、チンギス・カンの優秀な8人の最側近のことである。

## 4頭の駿馬

### ムカリ
ジャライル部の人。チンギス・カンのモンゴル高原統一に大きな功績をあげた。1206年、モンゴルの左翼（東部）の万人隊長（トゥメン、万戸長）に任命され、チンギス・カンの金朝遠征でも活躍した。チンギスのホラズム遠征にあたっては東方に残され、太師・国王の称号を与えられるとともに「五投下」と呼ばれるモンゴル高原東南部の5部族（ジャライル部、コンギラト部、ウルウト部、モンクト部、イキレス部）を配下につけられて中国の攻略を担当した。
ムカリの子孫が支配するジャライル部他五投下は、第4代モンケ・カアンの時代に彼の弟で第5代カアンとなるクビライに附属され、クビライの権力奪取に貢献、大元ウルスにおける有力貴族の家系となった。『集史』などのペルシア語史料では موقلىكويانك (Mūqalī Kūyānk)、『元朝秘史』などの漢文史料では木合黎/木華黎とも表記される。

### ボオルチュ
アルラト部の人で、チンギス・カンの最初の側近。『元朝秘史』によれば、少年時代のテムジン（チンギス・カン）が馬泥棒にあったとき、テムジンに馬を貸して追跡を助けたとき以来の友人であるとされる。チンギス・カンのモンゴル高原統一にも功績をあげ、右翼（西部）の万人隊長に任命された。
右翼を率いて主に中央アジア方面を担当し、金やホラズムへの遠征にも随行した。『集史』などのペルシア語史料ではبوغورچى نويان(Būghūrchī Nūyān)、『元朝秘史』などの漢文史料では孛斡児出/博魯朮とも表記される。

### チラウン
スルドス部の人。父のソルカン・シラは『元朝秘史』によればタイチウト部の遊牧集団に加わっており、少年時代のテムジン（チンギス・カン）がタイチウトに捕えられたとき、チラウンとチンバイ兄弟は父を説得して彼をかくまって逃がしてやったとされる。
ソルカン・シラはタイチウト部がモンゴル部に滅ぼされた後チンギス・カンに迎えられ、千人隊（千戸）を与えられた。チラウンは数々の戦役に従軍して功をあげ、父の死後千人隊を引き継いだが、外征にあまり活躍することなく早くに没した。『集史』などのペルシア語史料ではچيلاوغوان بهادر(chīlāūghān bahādur)、『元朝秘史』などの漢文史料では赤老温とも表記される。

### ボロクル
ボロウルとも言う。フーシン部の人。『元朝秘史』では、チンギス・カンがジュルキン部を討伐した際、幼子だったが拾われてチンギス・カンの母のホエルンに育てられたとされるが、伝承の域を出ない。
若くして数々の戦功をあげたが、1217年にモンゴル高原北東の森林地帯に住む狩猟民トマト部の討伐において戦死した。『集史』などのペルシア語史料ではبورقول نويان (Būrqūl Nūyān)、『元朝秘史』などの漢文史料では孛羅忽勒/博爾忽とも表記される。

## 4匹の狗

### ジェベ
ベスト部の人で、はじめタイチウト部に属していたが、タイチウトがチンギス・カンに滅ぼされた後チンギス・カンに投降して仕えた。元々はジルゴアダイという名前であったという。「鏃（やじり）」を意味するジェベの名は、タイチウトとモンゴルの戦いで彼がチンギス・カンの乗馬を射たことからチンギス・カンに与えられたと伝承される。
チンギス・カンの遠征において先鋒を務めて戦功を重ね、1218年には西遼を乗っ取ったナイマン部のクチュルクを討つ功績をあげた。ホラズム遠征ではモンゴルの侵攻を受けたホラズム・シャー・アラーウッディーン・ムハンマドを追撃してイランに入り、そこからグルジアに出てカフカスを抜け、ルーシ（ロシア）まで達し、ルーシ諸侯の連合軍を破ったが、キプチャク草原を通ってモンゴルに戻る途上で病死した。漢文では、「者別」とも表記される。

### ジェルメ
ウリャンカイ部の人で、スブタイの兄。ボオルチュとともにチンギス・カンに早くから仕え、側近として活躍した。タイチウトとの戦いでチンギス・カンが毒矢を受けたときは、毒を吸い出して看病したという逸話が伝わる。『集史』などのペルシア語史料ではجَلمه اوهَه(Jalma Ūha)、『元朝秘史』などの漢文史料では者勒蔑とも表記される。

### スブタイ

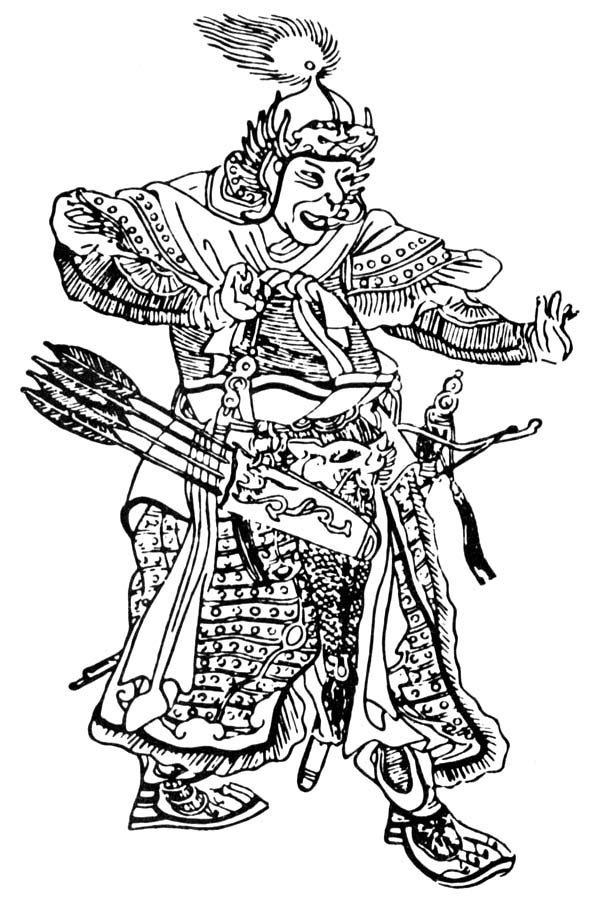
モンゴル帝国の四狗の一人である、「スブタイ」

ウリャンカイ部の人。ジェルメの弟で、兄に続いてチンギス・カンに仕えた。数々の戦功をあげて勇士として知られ、ホラズム遠征ではジェベとともにルーシまで達する別働隊を率いた。のちにバトゥのヨーロッパ遠征にも従軍した。
『集史』などのペルシア語史料ではسوبداى بهادر(Sūbdā'ī bahādur)、『元朝秘史』などの漢文史料では「速別額台」（スベエテイ）や「速不台」（スブタイ）とも表記される。
ちなみに、漢文史料である『元史』には「雪不台」なる人物の伝記が記載されているが、これもスブタイである。『元史』は間違いが多い歴史書として有名で、史家がスブタイの事跡を「速不台」と「雪不台」として、別人として分けて記録してしまっている。元々、漢字の名前でない人物を扱ったゆえの間違いである。もちろん『元史』には「速不台」の伝記も記載されている。

### クビライ
バルラス部の人で、弟のクドスとともに早くにチンギス・カンに仕えた。モンゴル統一に貢献して「四匹の狗」に数えられ、中央アジアのカルルクを討ち、オアシス諸国を帰順させる功をあげた。漢文では、「忽必来」とも表記される。チンギス・カンの子のトルイの子（チンギス・カンの孫）である、大元ウルスの創始者のクビライ・カアンは同名異人であるため注意。

## 四駿四狗の家系

### ジャライル部国王ムカリ家
- グウン・ゴア（Gü’ün U’a ＞孔温窟哇/kǒngwēn kūwa）
  - 左翼万人隊長・国王ムカリ（Muqali guy-ong ＞木華黎国王/mùhuálí guówáng,موقلىكويانك/mūqalī kūyānk）
    - 左翼万人隊長・国王ボオル（Bo’ol ＞孛魯bólŭ,بوغول/būghūl）
      - 国王タシュ（Taš ＞塔思/tǎsī）
        - クドカ（Quduqa ＞忽都華/hūdōuhuá）
          - クト・テムル（Qutu temür ＞忽都帖木児/hūdōu tièmùér）
            - バウガ（Bauga ＞宝哥/bǎogē）
              - ダオトン（Daotong ＞道童/dàotóng）

      - 国王スグンチャク（Süγunčaq ＞速渾察/sùhúnchá）
        - 国王クルムシ（Qurmši ＞忽林池/hūlínchí）
        - ナヤン（Nayan ＞乃燕/nǎiyàn）
          - 同知通政院事シディ（Šidi ＞碩徳/shídé）
            - ベルケ・テムル（Berge temür ＞別理哥帖木爾/biélǐgē tièmùěr）
              - 中書平章政事ドルジバル（Dorǰibal ＞朶爾直班/duǒěrzhíbān）
                - テグス・テムル（Tegüs temür ＞鉄固思帖木而/tiěgùsī tièmùér）
                - ドルゲン・テムル（Dürgen temür ＞篤堅帖木而/dǔjiān tièmùér）

          - バヤンチャル（Bayančar ＞伯顔察児/bǎiyáncháér）

        - 江淮行省左丞相センウ（Seng'ü ＞相威/xiāngwēi）
          - 南行台御史大夫アラーウッディーン（Šidi ＞阿老瓦丁/ālǎowǎdīng）
            - 集賢大学士トゴン（Toγon ＞脱歓/tuōhuān）

        - サルバン（Sarban ＞撒蛮/sāmán）
          - 江浙行省平章トクト（Toqto ＞脱脱/tuōtuō）
            - 中書右丞相ドルジ（Dorǰi ＞朶児只/duǒérzhǐ）
              - 翰林学士ドスマン・テムル（Dosman temür ＞朶蛮帖木児/duǒmán tièmùér）
              - 国王エムケシリ（Emmgeširi ＞俺木哥失里/ǎnmùgēshīlǐ）

      - 先鋒元帥バアトル（Ba’atul noyan ＞覇突魯/bàtūlŭ,بهادر نويان/bahādur nūyān）
        - 中書右丞相アントン（Antong noyan ＞安童/āntóng,هنتون نويان/hantūn nūyān）
          - 国王ウドゥルタイ（Udurdai ＞兀都帯/wùdōudài）
            - 中書右丞相バイジュ（Baiǰu ＞拝住/bàizhù）
              - トゥレル・テムル（Dürel temür ＞篤麟鉄穆爾/dǔlín tiěmùěr）

        - ディントン（Dingtong ＞定童/dìngtóng）
        - バドクタイ（Baduqutai ＞覇都虎台/bàdōuhǔtái）

      - アルキシュ（Arkiš ＞阿礼吉失/ālǐjíshī）
        - クスクル（Qusuqur ＞忽速忽爾/hūsùhūěr）
        - 国王ドロタイ（Dorotai ＞朶羅台/duǒluótái）
        - 国王ナイマンタイ（Naimantai ＞乃蛮台/nǎimántái）
          - 中書右丞エセン・ブカ（Esen buqa ＞野仙溥化/yěxiān pǔhuà）
            - 国王ナガチュ（Naγaču ＞納哈出/nàhāchū）

          - コンクル・ブカ（Qongqur buqa ＞晃忽而不花/huànghūér bùhuā）

  - 郡王タイスン（Tayisun ＞帯孫/dàisūn,طایسون/ṭāīsūn）
    - モンケ（Möngke ＞忙哥/mánggē）
      - タタルダイ（Tatardai ＞塔塔児台/tǎtǎértái）

### アルラト部広平王ボオルチュ家
- ナク・バヤン（Naqu Bayan ＞納忽伯顔/nàhū bǎiyán）
  - 右翼万人隊長ボオルチュ・ノヤン（Bo'orču ＞孛斡児出/bówòérchū,بورچى نويان/būrchī nūyān）
    - 右翼万人隊長ボロルタイ（Boroldai ＞孛欒台/bóluántái,بورالتای/būrāltāī）
      - 西方大将バルジク（Balčiq ＞班里赤/bānlǐchì,بالجیق/bāljīq）
      - ジルカミシュ（J̌irqamiš ＞جیرقامیش/jīrqāmīsh）
      - オルク・ノヤン＝御史大夫ウズ・テムル（Üz temür ＞玉昔帖木児/yùxī tièmùér,اور تیمور/ūz tīmūr）
        - 広平王ムラク（Mulaq ＞木剌忽/mùlàhū）
          - 広平王アルクトゥ（Arqtu ＞阿魯図/ālŭtú）

        - 万人隊長トオリル（To'oril ＞脱憐/tuōlián）
        - 御史大夫トクトガ（Toqtoγa ＞脱忒哈/tuōtèhā）

    - アジュル・ノヤン（Aǰul Noyan ＞阿朮魯/āzhúlŭ,اجل نویان/ājul nūyān）
    - エル・テムル（El temür ＞یل تمور/īltimūr）

  - オゲレ・チェルビ（Ögele Čerbi ＞斡闊烈闍里必/wòkuòliè shélǐbì,اوکلا جربی/ūkla jarbī）

### スルドス部ソルカン・シラ家
- 千人隊長ソルカン・シラ（Sorqan Šira ＞鎖児罕失剌/suŏérhǎnshīlà,سورغان شيره/Sūrghān Shīra）
  - チラウン・バートル（Čila'un ba'atur ＞赤老温/chìlǎowēn,چيلاوغان بهادر/Chīlāūghān bahādur）
    - スドン・ノヤン（Sudon noyan ＞宿敦/sùdūn,سدون نویان/Sudūn Nūyān）
      - カジュダル（Qajudar ＞قاجودر/Qājūdar）
      - サルタク・ノヤン（Sartaq noyan ＞سرتاق نویان/Sartāq Nūyān）
      - 万人隊長ブルジャ（Burja ＞بورجه/Būrja）
      - 極位御家人スンジャク・ノヤン（Sunjaq noyan ＞سونجاق نویان/Sūnjāq Nūyān）
      - トダン（Tudan ＞تودان/Tūdān）
        - マリク（Malik ＞ملك）
          - 万人隊長チュバン（Čuban ＞جوبان/Jūbān）
            - アミール・ハサン（Amīr Ḥasan ＞أمير حسن）
            - テムル・タシュ（Temür taš ＞أمير تیمور تاش/Amīr tīmūr Tāsh）
              - シャイフ・ハサン（Shaykh ḥasan ＞شیخ حسن）
              - マリク・アシュラフ（Malek Ashraf ＞ملک اشرف）

            - ダムシャク・ホージャ（Damshaq noyan ＞خواجه نویان）
            - シャイフ・マフムード（Shaikh Maḥmūd ＞شيخ محمود）

    - アラカン（Alaqan ＞阿剌罕/ālàhǎn）
      - ソグドゥ（Soγudu ＞鎖兀都/suŏwùdōu）
        - タングタイ（Tangγutai ＞唐古䚟/tánggŭdǎi）
          - ガインドゥバル（Gaindu-dpal ＞健都班/jiàndōubān）

    - ナドル・ビチクチ（Nadr ＞納図児/nàtúér）
      - チャラン（Čalan ＞察剌/chálà）
        - ウクナ（Uquna ＞忽訥/hūnè）
          - トク・テムル（Toq temür ＞脱帖穆耳/tuōtièmùěr）
            - オルク・ブカ（Örüg buqa ＞月魯不花/yuèlǔbùhuā）

  - チンバイ（Čimbai ＞沈伯/shĕnbǎi）

### フーシン部ボロクル家
- ボロクル・ノヤン（Boroqul ＞博爾忽/bóĕrhū, بورقول نويان/būrqūl nūyān）
  - 千人隊長トゴン（Toγon ＞脱歓/tuōhuān）
    - シレムン（Širemün ＞失里門/shīlǐmén）
      - 淇陽王オチチェル・ノヤン（Öčičer＞月赤察児/yuèchìcháér, بورقول نويان/ūchāchār nūyān）
        - 淇陽王タラカイ（Taraqai＞塔剌海/tǎlàhǎi طرقاي جنکسانک/ṭaraqāī chīnksānk）
        - マラル（Maral＞馬剌/mǎlà）
        - 淇陽王太師アスカン（Asqan/Torčiyan/waidu＞阿思罕/āsīhǎn 脱児赤顔/tuōérchìyán 𠇗頭/kuātóu ويتو جنکسانک/wāītū chīnksānk）
        - 淇陽王エセン・テムル（Esen temür＞也先鉄木児/yĕxiāntiĕmùér）

  - 行省兵馬都元帥タガチャル（Taγačar ＞塔察児/tǎcháér）
    - 行省兵馬都元帥ベルグテイ（Belgütei ＞別里虎䚟/biélǐhŭdǎi）
      - 蒙古軍万戸ミリチャル（Miričar ＞密里察児/mìlǐcháér）
        - 江西道都元帥アルクイ（Alqui ＞阿魯灰/ālŭhuī）
          - イキレテイ（Ikiretei ＞亦乞列歹/yìqǐlièdǎi）

        - 蒙古軍万戸ベルケ・ブカ（Berke buqa ＞別里閣不花/biélǐgébùhuā）
          - 服都万戸シリベキ（Siri begi ＞昔里別吉/xīlǐbiéjí）
            - 万戸カサル（Qasar ＞合撒児/hésāér）

      - 蒙古軍万戸スルドタイ（Suldutai ＞宋都䚟/sòngdōudǎi）

### ベスト部ジェベ一族
- 千人隊長ジェベ（J̌ebe noyan ＞者別/zhĕbié,جبه نويان/jebe nūyān）
- 万人隊長モンゲトゥ（Mönggetü ＞蒙格禿/zhělèmiè,مونکدو/mūnkdū）
- バイジュ（Baiǰu ＞بايجو نويان/bāyjū nūyān）

### ウリヤンカン部ジェルメ/スブタイ家
- ジャルチウダイ・エブゲン（J̌arči'udai ebügen ＞札児赤兀歹/zháérchìwùdǎi）
  - 千人隊長ジェルメ・ウハ（J̌elme ＞者勒蔑/zhělèmiè,جَلمه اوهَه/jalma ūha）
    - 太師イェス・ブカ（Yesü buqa ＞也孫帖額/yĕsūntièé,ییسون توا طرقی/yīsūn tūā ṭarqī）
    - 箭筒士イェスン・テエ（Yesü buqa ＞也速不花/yĕsùbùhuā,ییسوقا تایشی/yīsūbūqā tāīshī）

  - 千人隊長スブタイ（Sübe'etei ＞速別額台/sùbiéétái,سوبداى/sūbdā'ī）
    - 大元帥ウリヤンカダイ（Uriangqadai ＞兀良合台/wùliánggĕtái,اوريانكقداى/ūrīānkqadāī）
      - 都元帥ココチュ/ココテイ（Kököčü/Kökötei ＞闊闊帯/kuòkuòdài,كوكچو/kūkuchū）
      - 都元帥・中書左丞相アジュ（Aju ＞阿朮/āzhú,آجو/ājū）
        - 河南王ブリルギテイ（Bürilgitei ＞卜憐吉帯/bŭliánjídài）
          - 江浙行省平章政事トントン（Tongtong ＞童童/tóngtóng）